# Анетбаев, Берик Ануарбекович
Берик Ануарбекович Анетбаев (род. 12 января 1952, Алма-Ата) — казахстанский, ранее советский шахматист, мастер спорта СССР по шахматам (1973). Победитель чемпионатов Таджикистана (1972, 1973). Тренер.

## Биография
В первой половине 1970-х был одним из ведущих шахматистов Казахстана. Во время службы в рядах Советской армии дважды побеждал на чемпионатах Таджикистана. В 1972 году участвовал в полуфинале чемпионата СССР по шахматам в Одессе. В 1973 году участвовал в шахматном мемориале Ходжаева в Ташкенте. В том же году стал первым казахским шахматистом, который удостоился звания мастер СССР по шахматам. Два раза участвовал в командном чемпионате СССР, где в 1972 году в составе команды Таджикистана победил в индивидуальном зачете на своей доске.
В последнее время больше известен как шахматный тренер, который редко участвует в серьезных турнирах, однако в 2015 году принял участие в розыгрыше кубка Центральной Азии по шахматам.